# Брікнер Іван Ігорович
Іван Ігорович Брікнер (нар. 30 червня 1993, Лисятичі, Стрийський район, Львівська область, Україна) — український футболіст, захисник та півзахисник клубу «Львів».

## Життєпис

### Ранні роки
Брікнер вихованець молодіжних академій моршинської «Скали» та львівської «Покрови». Потім виступав у регіональних чемпіонатах. В липні 2013 року підписав контракт з ФК «Сумами» з Першої ліги чемпіонату України.

### ФК «Суми»
Потрапив в команду з аматорського клубу «Тепловик» з Івано-Франківська. Дебютував в команді проти армянського «Титану» 19 жовтня 2013 року, провівши на полі 32 хвилини. У тому сезоні провів 9 матчів, жоден з них не відіграв повністю. Також не відзначився голами. У сезоні 2014/15 років провів на полі 19 матчів, але гравцем основи не вважався. Також зумів відзначитися дебютним голом у команді проти харківського «Геліоса», але він не допоміг «Сумам» перемогти (1:4). Гол став для Брікнера єдиним у тому сезоні. У сезоні 2015/16 років став гравцем основи, провівши 28 матчів, в 21 відіграв 90 хвилин. Як і в минулому сезоні, забив тільки один гол, у ворота «Динамо-2», який приніс команді перемогу (2:1). У сезоні 2016/17 років зіграв у всіх 19 матчах першого кола чемпіонату, забивши 4 голи.

### «Олімпік» (Донецьк)
В команду перейшов під час зимового трансферного вікна, будучи вільним агентом. Першою грою в Прем'єр-лізі стала гра проти кам'янської «Сталі» (0:0), але провів на полі лише 1 хвилину. Часто виходив на заміну на декілька хвилин, допоки не зіграв 55 хвилин у матчі проти «Динамо» (0:1). Перший гол в команді забив в ворота одеського «Чорноморця», який став для «Олімпіка» переможним (1:0).